# Nyaguineajuveltrast
Nyaguineajuveltrast (Pitta novaeguineae) är en fågelart i familjen juveltrastar inom ordningen tättingar.

## Utbredning och systematik
Fågeln delas in i tre underarter med följande utbredning:
- P. n. novaeguineae – norra Moluckerna (ön Gebe) och Nya Guinea (inklusive de västpapuanska öarna Waigeo, Salawati, Batanta och Misool; även öarna Karkar, Crown, Long och Tolokiwa utanför Niu Briten
- P. n. mefoorana – ön Numfor i Geelbink Bay
- P. n. goodfellowi – Aruöarna

Den kategoriserades tidigare som en del av Pitta sordida, men urskiljs sedan 2016 som egen art av Birdlife International och IUCN, sedan 2023 även av eBird/Clements och International Ornithological Congress.

## Status och hot
Arten har ett stort utbredningsområde, men tros minska i antal, dock inte tillräckligt kraftigt för att den ska betraktas som hotad. Internationella naturvårdsunionen IUCN listar arten som livskraftig (LC).

## Namn
Artepitetet i det vetenskapliga namnet syftar på utbredningen i Nya Guinea.